# Mr. Robinson
Mr. Robinson – amerykański serial telewizyjny (komedia) wyprodukowany przez Universal Television oraz 3 Arts Entertainment.Twórcą serialu jest Owen Ellickson. Serial był emitowany od 5 sierpnia do 19 sierpnia 2015 roku przez NBC

15 września 2015 roku, stacja NBC ogłosiła anulowanie serialu

## Fabuła
Serial skupia się na  Craigu Robinsonie, podróżującym artyście, który zostaje nauczycielem muzyki w szkole podstawowej

## Obsada

### Główna
- Craig Robinson jako Craig Robinson[3]
- Peri Gilpin jako Christine Taylor[4]
- Brandon T. Jackson jako Ben Robinson[5]
- Ben Koldyke jako Jimmy Hooper[6]
- Amandla Stenberg jako Halle Foster
- Spencer Grammer jako Ashleigh Fellows[7]
- Tim Bagley jako Supervisor Dalton

### Drugoplanowa
- Meagan Good jako Victoria Wavers[8]

## Odcinki
| Sezon | Sezon | Odcinki | Oryginalna emisja NBC | Oryginalna emisja NBC | Oryginalna emisja | Oryginalna emisja | Oryginalna emisja |
| Sezon | Sezon | Odcinki | Premiera sezonu       | Finał sezonu          | Premiera sezonu   | Finał sezonu      |                   |
| ----- | ----- | ------- | --------------------- | --------------------- | ----------------- | ----------------- | ----------------- |
|       | 1     | 6       | 5 sierpnia 2015       | 19 sierpnia 2015      | brak              | brak              |                   |

### Sezon 1 (2015)
| # | Tytuł                         | Reżyseria       | Scenariusz                   | Premiera         | Premiera |
| - | ----------------------------- | --------------- | ---------------------------- | ---------------- | -------- |
| 1 | Pilot                         | Andy Ackerman   | Robb Cullen, Mark Cullen     | 5 sierpnia 2015  |          |
| 2 | Flesh for Fantasy             | Andy Ackerman   | Susan Hurwitz Arneson        | 5 sierpnia 2015  |          |
| 3 | Ain't Nothin' but a Hound Dog | Michael Lembeck | Robb Cullen, Mark Cullen     | 12 sierpnia 2015 |          |
| 4 | Love the One You're With      | Andy Ackerman   | Warren Hutcherson            | 12 sierpnia 2015 |          |
| 5 | Can't Buy Me Love             | Andy Ackerman   | Peter Tibbals, Eric Goldberg | 19 sierpnia 2015 |          |
| 6 | School's Out for Summer       | Phill Lewis     | Robb Cullen, Mark Cullen     | 19 sierpnia 2015 |          |

## Produkcja
7 stycznia 2014 roku, stacja NBC zamówiła pierwszy sezon serialu.